# Ivana Milenkovičová
Ivana Milenkovičová je česká novinářka a reportérka, v letech 2019 až 2022 zahraniční zpravodajka Českého rozhlasu v Rusku, od roku 2023 působí v Úřadu Vysokého komisaře OSN pro uprchlíky.

## Život
V letech 2002 až 2010 vystudovala Gymnázium Františka Palackého a následně v letech 2010 až 2014 bakalářské dvouoborové studium mediální studia a žurnalistika – politologie na Fakultě sociálních studií Masarykovy univerzity (získala titul Bc.). Studium si pak rozšířila v letech 2014 až 2018 studiem navazujícího magisterského oboru politologie na téže fakultě (získala titul Mgr.).[zdroj?]
Od září 2012 pracovala pro zpravodajský portál iDNES.cz, nejprve jako stážistka a externí spolupracovnice zahraniční rubriky. Od června 2014 do května 2015 byla vedoucí redaktorkou zahraniční rubriky. Od června 2015 do listopadu 2018 byla redaktorkou zahraniční rubriky Lidových novin se zaměřením na region Balkánu a asijsko-tichomořský region.
V únoru 2019 začala pracovat v Českém rozhlase jako redaktorka zahraniční redakce, od srpna 2019 působila jako zahraniční zpravodajka Českého rozhlasu v Rusku. Na začátku března 2022 ji Český rozhlas z Ruska stáhl. Po začátku invaze Ruska na Ukrajinu totiž Rusko přijalo normu, která zavedla trestní odpovědnost v podobě až 15 let vězení za zprávy o ruské armádě, které neodpovídají oficiální linii, za diskreditaci ozbrojených sil a za výzvy k sankcím. Jako zpravodajka by tak nemohla vykonávat svou práci.
Ke konci února 2023 ukončila své pracovní angažmá v Českém rozhlase a od března 2023 začala působit v OSN v rámci Úřadu Vysokého komisaře OSN pro uprchlíky.